# リンゼイ&シドニー・グリーンブッシュ
リンゼイ&シドニー・グリーンブッシュ（Lindsay and Sidney Greenbush、1970年5月25日 - ）はアメリカ合衆国の双子の女優。カリフォルニア州ハリウッド出身。

## 人物
父は俳優のビリー・グリーン・ブッシュ。大草原の小さな家にてキャリー役を二人で演じていた。